# Фэллон, Триша
Триша Николь «Триш» Фэллон (англ. Trisha Nicole "Trish" Fallon; в замужестве Дайкстра (англ. Dykstra); род. 23 июля 1972 года в Мельбурне, штат Виктория, Австралия) ― австралийская баскетболистка, выступала в женской национальной баскетбольной лиге и женской национальной баскетбольной ассоциации. Она была выбрана на драфте ВНБА 1999 года во втором раунде под общим девятнадцатым номером клубом «Миннесота Линкс». Играла в амплуа атакующего защитника и лёгкого форварда. В составе национальной сборной Австралии выступала на трёх кряду летних Олимпийских играх, начиная с турнира 1996 года в Атланте, в том числе и в качестве капитана команды на Олимпиаде 2004 года в Афинах. Член Зала славы австралийского баскетбола с 2010 года.

## Биография
Триша Фэллон была выбрана на драфте ВНБА 1999 года во втором раунде под общим 19-м номером клубом «Миннесота Линкс». Однако уже после дебютного сезона в женской НБА, 27 октября 1999 года, она в результате двухсторонней сделки была обменяна вместе с Адией Барнс и Тоней Эдвардс в клуб «Финикс Меркури» на Марлис Аскамп, Анджелу Эйкок и Кристи Харроуэр.
29 июля 2007 года в городе Порт-Дуглас (штат Квинсленд) Фэллон вышла замуж за Стюарта Дайкстра.
Её бывший партнёр Родни Оверби был признан виновным в угрозе физического насилия в отношении неё в 2007 году. История попала в заголовки The Daily Telegraph. На Оверби был наложен судебный запрет.
В 2008 году Фэллон (ныне Дайкстра) вернулась в клуб «Сидней Уни Флэймз», в котором она играла с 1993 по 2007 годы, в качестве координатора по баскетбольным операциям. Сейчас Триша работает в структуре баскетбольной команды «Данденонг Рейнджерс», которая базируется в южном пригороде Мельбурна.